# Das verschwundene Testament
Das verschwundene Testament ist ein deutsch-tschechoslowakischer Action-Stummfilm von Rolf Randolf mit Carlo Aldini in der Hauptrolle.

## Handlung
Frank Ward ist ein pfiffiger junger Sportsmann, der sich als Boxer durchschlägt. Er ist verliebt in die junge, hübsche Lilo von Ehrenberg, und auch sie ist nicht abgeneigt. Nach längerer Zeit der Abwesenheit kehrt Frank in die Heimat zurück. Dort muss er erfahren, dass Lilos Vormund gestorben ist, angeblich ohne ein Testament zu hinterlassen, in dem geregelt wird, wer sich fortan um die offensichtlich noch nicht volljährige Lilo kümmern soll. Lilos Onkel, Baron Walter Levkowitz hat die Vormundschaft an sich gerissen und bestimmt nun über ihr Schicksal. Er ist jedoch eine Spielernatur und hat sich hoch verschuldet. Dadurch ist er in die erpresserischen Hände eines gewissen Thomas Black geraten, der Lilo entführt. Frank ahnt zunächst nicht, dass der Baron seine Zustimmung zur Eheschließung Lilos mit ihm verweigert, weil Black Levkowitz mit Schuldscheinen und fälligen Wechseln erpresst.
Black verlangt vom Baron nicht weniger, als dass dieser die Einwilligung zur Vermählung mit ihm, Black, geben solle. Als Ward versucht, auf eigene Faust Black als Testamentsdieb und Entführer zu entlarven, gerät er ins Visier der Polizei, die ihn fortan für einen Tatverdächtigen hält und Frank über Stock und Stein verfolgt. In halsbrecherischer Manier vermag Frank mit Sprüngen und Zweikämpfen, mit artistischen Einlagen und Boxhieben sich seiner Verfolger und Gegner zu entledigen, um seine geliebte Lilo aus den Klauen des Schurken zu befreien. Schließlich raufen sich Frank und die Staatsmacht zusammen und machen gemeinsam den Entführer dingfest.

## Produktionsnotizen
Das verschwundene Testament entstand mit Außenaufnahmen im Hamburger Hafen und in Berlin im April und Mai 1929. Der Film passierte die Zensur am 28. Mai 1929 und wurde erst am 5. Juli desselben Jahres in Berlins Kammerlichtspielen uraufgeführt. Die Länge des mit Jugendverbot belegten Sechsakters betrug 2328 Meter.
Viktor Skutezky übernahm die Produktionsleitung, die Filmbauten gestalteten Heinrich C. Richter.

## Trivia
Am Vormittag des 27. April 1929 kam es bei den Dreharbeiten in Berlin zu einem Unglück. Bei einem von ihm selbst ausgeführten Stunt verfehlte Hauptdarsteller Aldini eine über die Pillauer Straße gespannte Kette, die er mit einem Hechtsprung von einem Haus ergreifen sollte, um sich so über die Straße zu hangeln. Er selbst verletzte sich kaum, fiel aber beim Absturz auf zwei zu einer Menschengruppe zählenden Frauen, von der sich eine infolgedessen den Arm brach.

## Kritiken
„Ein Sensationsfilm mit Carlo Aldini. Flott gemacht, tempoerfüllt mit den nötigen lustigen Momenten. (…) Emanuel Alfieri und Rolf Randolf geben dem Star den Rahmen für charmantes Verkörpern männlicher Kraft und Überlegenheit, für halsbrecherische Sensationen und erfolgreiche Kämpfe gegen die Unterwelt. (…) Was dem Manuskript fehlt, ist Spannung. Der Zuschauer weiß von Anbeginn was passieren wird.“

Die Wiener Allgemeine Zeitung meinte: „Ein Film, der mit einer Fülle wirklich drolliger Einfälle ausgestattet ist. […] Dies alles ist mit unerhörtem Tempo gezeigt, und eine Reihe wirklich atemberaubender Sensationen machen den Film überdies sehenswert.“